# Empire Records (azienda)
L'Empire Records è stata una casa discografica polacca, fondata nel 2001 da Mariusz Kmiołek.

## Storia della Empire Records
L'etichetta è stata legata sin dal principio alla rivista Thrash'em All (fondata nel 1986).
Nel 2008, la società è stata chiusa, in contemporanea con la pubblicazione dell'ultimo inserto di Thrash'em All (5 luglio).

## Artisti legati alla Empire Records
- Chainsaw
- Horrorscope
- Vader
- Vesania
- Esqarial
- Naumachia
- Sammath Naur
- Atrophia Red Sun
- Totem

- Pyorrhoea
- Trauma
- Sceptic
- Belfegor
- Anal Stench
- Spinal Cord
- Contempt
- Parricide
- Excommunion